# Fridolf Odelsiö
Gustaf Fridolf Odelsiö, född den 28 juli 1878 i Landskrona, död den 7 maj 1966 i Stockholm, var en svensk kartograf. Han var bror till Helge Odelsiö.
Odelsiö avlade studentexamen 1897 och lantmäteriexamen 1902. Han blev statskartograf vid Rikets allmänna kartverk 1912 och förste statskartograf 1937. Odelsiö blev riddare av Vasaorden 1925. Han vilar på Djursholms begravningsplats.